# Fort Frances
Fort Frances est une ville du Canada du district de la rivière à la Pluie (ou Rainy River District) dans la province de l'Ontario.
Fort Frances est une ville située à la frontière des États-Unis. La rivière à la Pluie qui coule entre Fort Frances et la ville américaine de International Falls est la limite frontalière des deux pays. Les deux villes partagent également les rives du Lac à la Pluie dans lequel se jette la rivière à la Pluie.
Un pont international, le pont international Fort Frances-International Falls, franchit la frontière américano-canadienne sur la rivière.

## Démographie
| 2001  | 2006  | 2011  | 2016  |
| ----- | ----- | ----- | ----- |
| 8 315 | 8 103 | 7 952 | 7 739 |

## Personnalités
- P'tit Belliveau, musicien

## Images

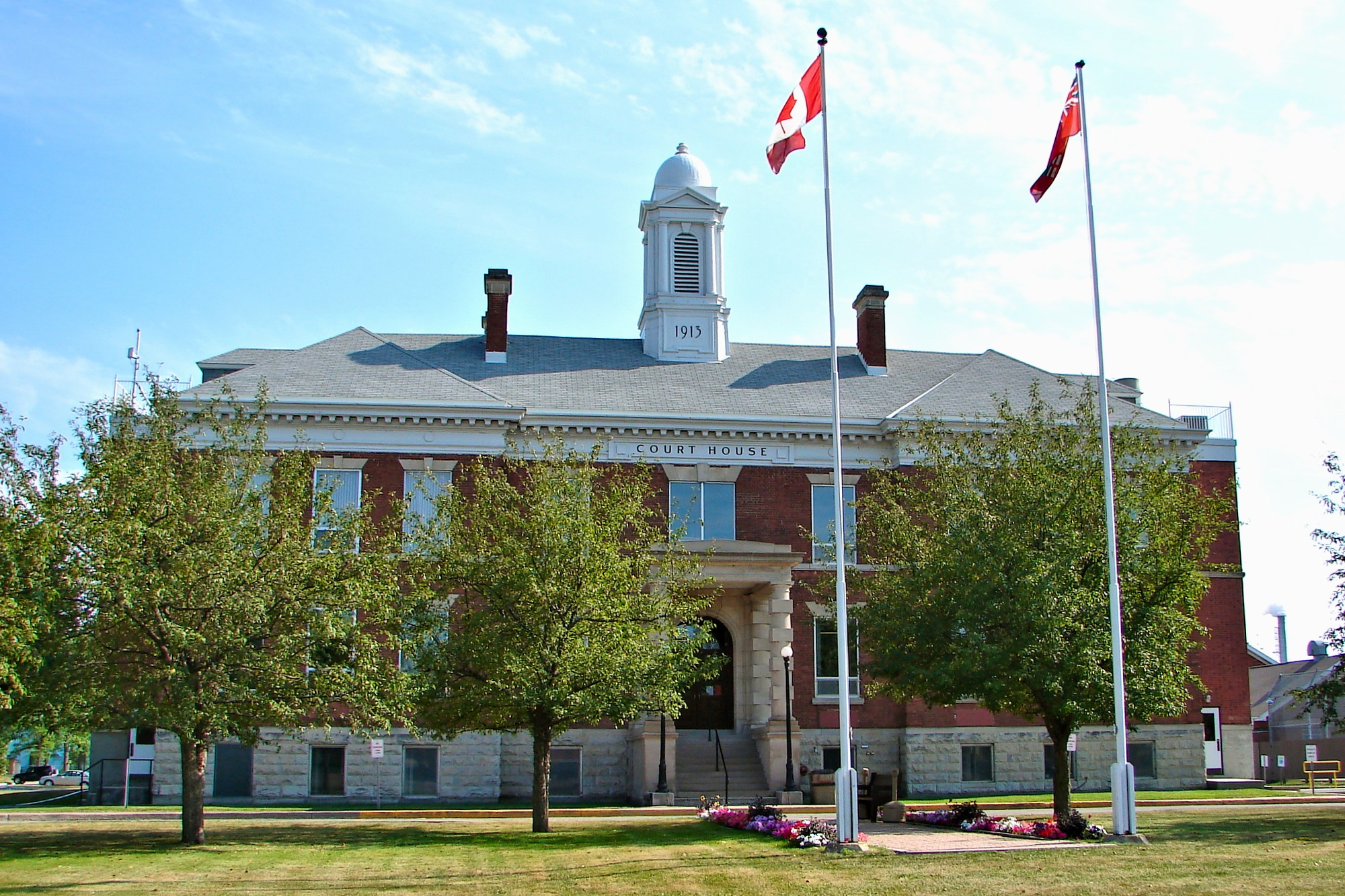
Palais de justice de Fort Frances
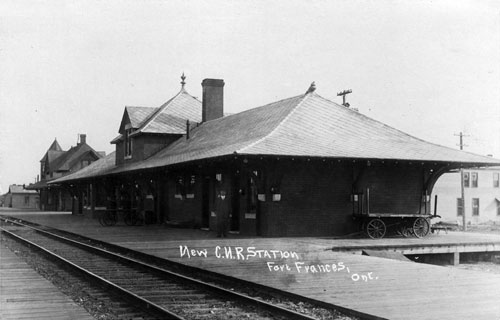
La gare de Fort Frances en 1924.